# Venndiagram
In de wiskunde is een venndiagram een grafische voorstelling van de logische relaties tussen meerdere verzamelingen. Venndiagrammen zijn genoemd naar de Engelse wiskundige en filosoof John Venn, die ze omstreeks 1880 bedacht. Ze worden gebruikt in het onderwijs van elementaire verzamelingenleer en ter illustratie van eenvoudige relaties tussen verzamelingen in de kansrekening en de statistiek, de logica, de linguïstiek en de informatica. Venndiagrammen zijn nauw verwant aan eulerdiagrammen.

## Voorbeelden
In de voorbeelden hieronder wordt de universele verzameling {\displaystyle U} aangeduid met een rechthoek. Deelverzamelingen daarvan (links {\displaystyle A} en rechts {\displaystyle B}) worden in venndiagrammen voorgesteld door cirkels. De rode delen geven aan:
- In afbeelding 1 de doorsnede van {\displaystyle A} en {\displaystyle B}, dus hun gemeenschappelijke elementen.
- In afbeelding 2 de vereniging van {\displaystyle A} en {\displaystyle B}, dus het geheel van de elementen van {\displaystyle A} en {\displaystyle B}.
- In afbeelding 3 het verschil van {\displaystyle A} en {\displaystyle B}, dus wat in {\displaystyle A} zit maar niet in {\displaystyle B}
- In afbeelding 4 het symmetrisch verschil van {\displaystyle A} en {\displaystyle B}, dus wat in een van de twee, maar niet in beide voorkomt.
- In afbeelding 5 het absoluut complement van {\displaystyle A} in {\displaystyle U}, dus dat wat niet in {\displaystyle A} zit.

Afbeelding 1
Doorsnede van en :

Afbeelding 2
Vereniging van en :

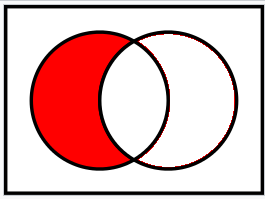
Afbeelding 3
Verschil van en :

Afbeelding 4
Symmetrisch verschil van en :

Afbeelding 5
Absoluut complement van in :